# 関ナオト
関 ナオト（せき なおと、1978年12月6日 - ）は、日本の男性キックボクサー。別名：髭の荒武者。WMF世界スーパーウェルター級王者。栃木県宇都宮市出身。本名は関 直人。
キックボクシングサークル「NO FITNESS NO LIFE」（栃木県・宇都宮市）の会長を務めている。
また建設業（防水工）SSS興業（スリーエスコウギョウ）の代表を務めている。

## 獲得タイトル
- アマチュア
  - 優秀選手賞　2回
- プロ
  - WMF世界スーパーウェルター級王座